# Алехандро Бран
Алехандро Бран (ісп. Alejandro Bran, нар. 5 березня 2001, Сан-Хосе) — костариканський футболіст, півзахисник англійського клубу «Бертон Альбіон», у якому грає в оренді з клубу МСЛ «Міннесота Юнайтед», та національної збірної Коста-Рики. Виступав також за клуби «Хікараль» та «Ередіано».

## Клубна кар'єра
Алехандро Бран народився 2001 року в місті Сан-Хосе, та є вихованцем юнацької команди футбольного клубу «Ередіано». У 2020 році керівництво клубу «Ередіано» відправило футболіста в оренду до клубу «Хікараль», в якій він перебував до 2021 року, після чого до кінця 2021 року грав у оренді в клубі «Мунісіпаль Гресія». У 2022 році футболіст повернувся до «Ередіано», проте за півроку керівництво клубу віддало Брана в оренду до клубу «Гуанакастека», а наступного року футболіст повернувся до «Ередіано».
На початку 2024 року Алехандро Бран перейшов до клубу МСЛ «Міннесота Юнайтед».За півроку клуб відправив футболіста в оренду до англійського клубу «Бертон Альбіон».

## Виступи за збірні
Протягом 2023 року Алехандро Бран залучався до складу молодіжної збірної Коста-Рики. На молодіжному рівні зіграв у 8 офіційних матчах.
У 2021 році Бран дебютував у складі національної збірної Коста-Рики. У складі збірної був учасником розіграшу Кубка Америки 2024 року у США. Станом на листопад 2024 року зіграв у складі збірної 12 матчів, у яких відзначився 1 забитим м'ячем.